# 虎甲
虎甲是昆虫纲鞘翅目步甲科虎甲亚科昆虫的统称。

## 特征
虎甲虫通常有鼓出的大眼睛，长且细的腿和大的弯曲的弯下颌骨。它们的头部很大，驼背利于捕获地面上的昆虫。虎甲属和Tetracha往往色彩鲜艳，别的属通常是统一的黑色。

## 分布
虎甲属（Cicindela）几乎遍布全球，其他属包括Tetracha、Omus、Amblycheila和Manticora ，Manticora属数量最多，主要生活在南非的沙漠。虎甲幼虫生活在1米深的圆柱洞穴。在热带地区的一些虎甲虫是树栖的，但大部分生活在地面上。它们居住在沿海和湖滨，通常在沙丘、黏土堤岸和林地小径，特别喜欢沙地。

## 习性
成虫和幼虫都是捕食性的。虎甲属昆虫通常是日行性动物，最热的天可能出现，其他属Tetracha、Omus、Amblycheila和Manticora都是夜行性。 
行动迅速的成虫反应速度与家蝇相当。这种昆虫生性好斗，速度快。其最快的物种速度可达9公里/小时（5.6英里），相对于其身体长度，相当于人类速度770公里/小时，是前奥林匹克短跑选手迈克尔·约翰逊的22倍。幼蟲會在地上挖洞埋伏其內，等獵物走到其洞穴附近時會迅速衝出獵捕。至2005年，约有2,600物种被发现，印度和马来地区分布最广泛，其次为新热带区。
虎甲的成虫由於常在路上人前作短距离飞翔，所以俗称“引路虫”；并已在生物多样性生态研究上应用。

## 脚注
1. ↑  Werner, K. 2000
2. ↑  .   [2011-12-02]. （原始内容存档于2012-12-13）.
3. ↑  Pearson, D.L. & F. Cassola, 2005
4. ↑  Burdick, D.J. and Wasbauer,  M.S. 1959. Biology of Methocha californica Westwood (Hymenoptera: Tiphiidae).  Wasmann Jour. Biol. 17:75-88.  Department of Environmental Conservation （页面存档备份，存于）